# Solo (Claudio Baglioni)
Solo è un album di Claudio Baglioni pubblicato nel 1977, il settimo della sua carriera.
Solo è il primo album del quale Baglioni realizzò testi, musica e produzione interamente da solo, fatta eccezione per il brano Gesù caro fratello il cui testo in dialetto romanesco è di Franco Fabiano Tosi – con lo pseudonimo Oremus – e che musicalmente costituisce l'ultimo frutto del sodalizio artistico fra Baglioni e Antonio Coggio, iniziato nel 1970 con il debutto discografico del cantautore romano.
Filo conduttore dell'intero disco è, come da titolo, il tema della solitudine. 
Come disse in un'intervista lo stesso Baglioni l'album Solo è il primo in cui si assume totalmente la paternità non solo delle sue canzoni ma anche del suo cammino, decide di sbagliare andando avanti senza una direzione anche al rischio di deragliare da qualche altra parte, è infatti un primo momento in cui va a sfumare una certa adolescenza musicale, un disco introspettivo sulla solitudine.

## Descrizione
Grazie a brani come Questo piccolo grande amore, E tu, Sabato pomeriggio e Poster, Claudio Baglioni è ormai uno degli artisti italiani più amati e di maggiore successo. Un successo tanto vasto da attraversare l’Oceano, portando alla richiesta di versioni in lingua spagnola delle sue hit più popolari. Nel 1975, Baglioni vola in Sud America per un lungo e fortunato tour promozionale, trascorrendo due mesi e mezzo tra le grandi culture, voci e contraddizioni del continente latinoamericano, attraversando Brasile, Argentina, Cile, Perù, Venezuela e Messico. L'impatto con questa realtà, in particolare con la musica, la lingua e le ferite profonde di un paese come il Brasile, ispira l'idea di un album come Solo.
Il disco ruota attorno al doppio significato del termine “Solo”: sia in senso musicale che personale e introspettivo, riflettendo una solitudine a volte cercata, più spesso imposta, che costringe a confrontarsi con il senso della vita. Questo contrasto, insieme a una profonda sensazione di solitudine, è il tema centrale del disco, nel quale Baglioni appare anche come arrangiatore e produttore.
L'album esplora varie forme di solitudine. La prima è quella di Jurij Gagarin, il primo uomo in orbita nello spazio nel 1961, a cui è dedicato il brano di apertura, che racconta l'incanto e lo stupore di fronte all'infinito. Un'altra è la solitudine della protagonista di Duecento lire di castagne, che sogna di lasciare la città e il lavoro monotono.
Il brano Solo, che dà il titolo all'album, è uno dei più amati e richiesti, caratterizzato da un assolo di sax di Gianni Oddi, raro nelle produzioni di Baglioni. Il brano è stato presentato per la prima volta a Venezia durante un gala organizzato dall’Unicef, dove Baglioni ha suonato con il grande Astor Piazzolla.
Altri brani esplorano solitudini diverse: Romano, male malissimo racconta la solitudine di un ipocondriaco incompreso, mentre Gesù caro fratello è una riflessione sulla solitudine incomprensibile e ingiustificabile dell'uomo solo e incompreso per eccellenza nella cultura Cristiana. Nel sole, nel sale, nel sud esplora la solitudine metropolitana attraverso la figura di un tassista del Brasile, con una chiusura trascinante in stile samba.
Strip-tease descrive la solitudine di una spogliarellista, circondata da una galleria di personaggi squallidi e mediocri. Pivot racconta la solitudine di un ex-giocatore di basket, mentre Quante volte esplora la solitudine dopo l’amore, con un arrangiamento che gioca con la spazialità del suono. L’album si chiude con Puoi?, un brano sulla solitudine dell’incomunicabilità, con una delle più belle melodie di Baglioni.
Prodotto da Baglioni e arrangiato insieme a Toto Torquati, l'album è un lavoro intenso e ricco, che presenta un Baglioni maturo, consapevole del valore della sua solitudine come uomo e artista, e della capacità, affinata anche grazie a essa, di leggere oltre la superficie delle cose, degli eventi e delle persone.

## Tracce
Testi e musiche di Claudio Baglioni, eccetto dove indicato:
Lato A
1. Gagarin – 5:25
2. Duecento lire di castagne – 3:50
3. Solo – 5:00
4. Romano male malissimo – 3:07
5. Gesù caro fratello – 4:35 (testo: Franco Fabiano Tosi – musica: Baglioni, Antonio Coggio)

Lato B
1. Nel sole, nel sale, nel sud – 5:20
2. Strip-tease – 3:45
3. Il pivot – 4:00
4. Quante volte – 5:27
5. Puoi? – 3:27

## Formazione
- Claudio Baglioni – voce, chitarra 12 corde, chitarra classica e acustica, percussioni, ukulele, pianoforte
- Toto Torquati – pianoforte, piano elettrico Fender, armonica, clavinet, Mellotron, celeste, sintetizzatori, organo Hammond
- Roberto Rosati – chitarra elettrica, chitarra a dodici corde, mandoloncello, chitarra classica
- Luciano Ciccaglioni –- chitarra classica
- Giovanni Unterberger – mandolino elettrico, chitarra slide, pedal steel guitar, percussioni
- Mario Schilirò – chitarra elettrica, bouzouki
- Carlo Felice Marcovecchio – batteria, percussioni, congas, timpani
- Vincenzo Restuccia – batteria, maracas, percussioni, marimba
- Mario Scotti – contrabbasso elettrico, percussioni
- Rodolfo Bianchi – flauti, cori, sassofono tenore, percussioni
- Gianni Oddi – sax contralto, sassofono baritono, sintetizzatore
- James Sampson – sassofono tenore
- Rita Mariano, Isabella Sodani, Paola Massari, Claudio Mattone – cori
- Daniela Casa – voce su: Nel sole, nel sale, nel sud
- Coro «I Nuovi Interpreti del Folk» diretto da Lamberto Pietropoli
- Nicola Samale – direzione archi

## Classifiche

### Classifiche settimanali
| Classifica (1977) | Posizione massima |
| ----------------- | ----------------- |
| Italia            | 2                 |

### Classifiche di fine anno
| Classifica (1977) | Posizione |
| ----------------- | --------- |
| Italia            | 7         |